# Lustgarten (Detmold)

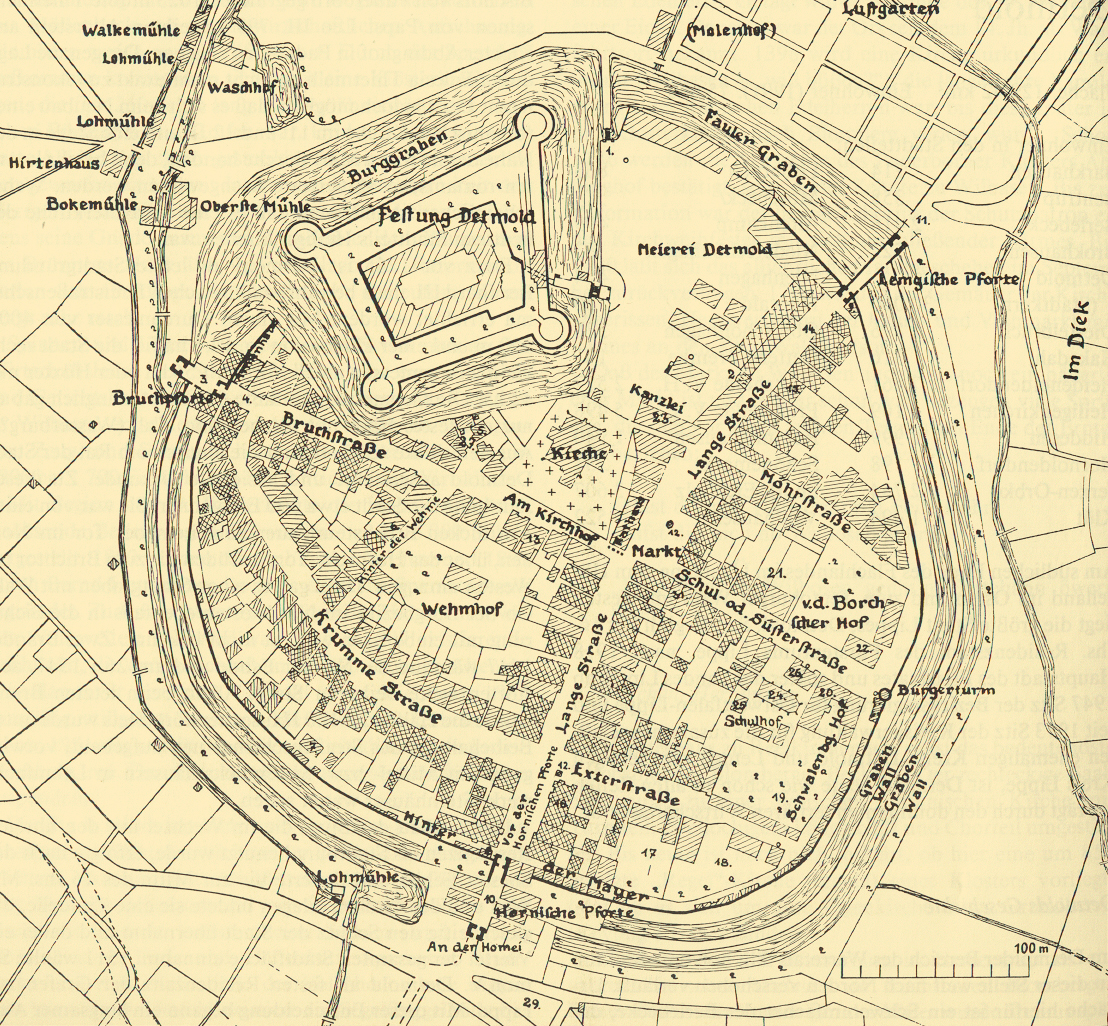
Lage des Lustgartens in Detmold um 1660 (oben rechts).

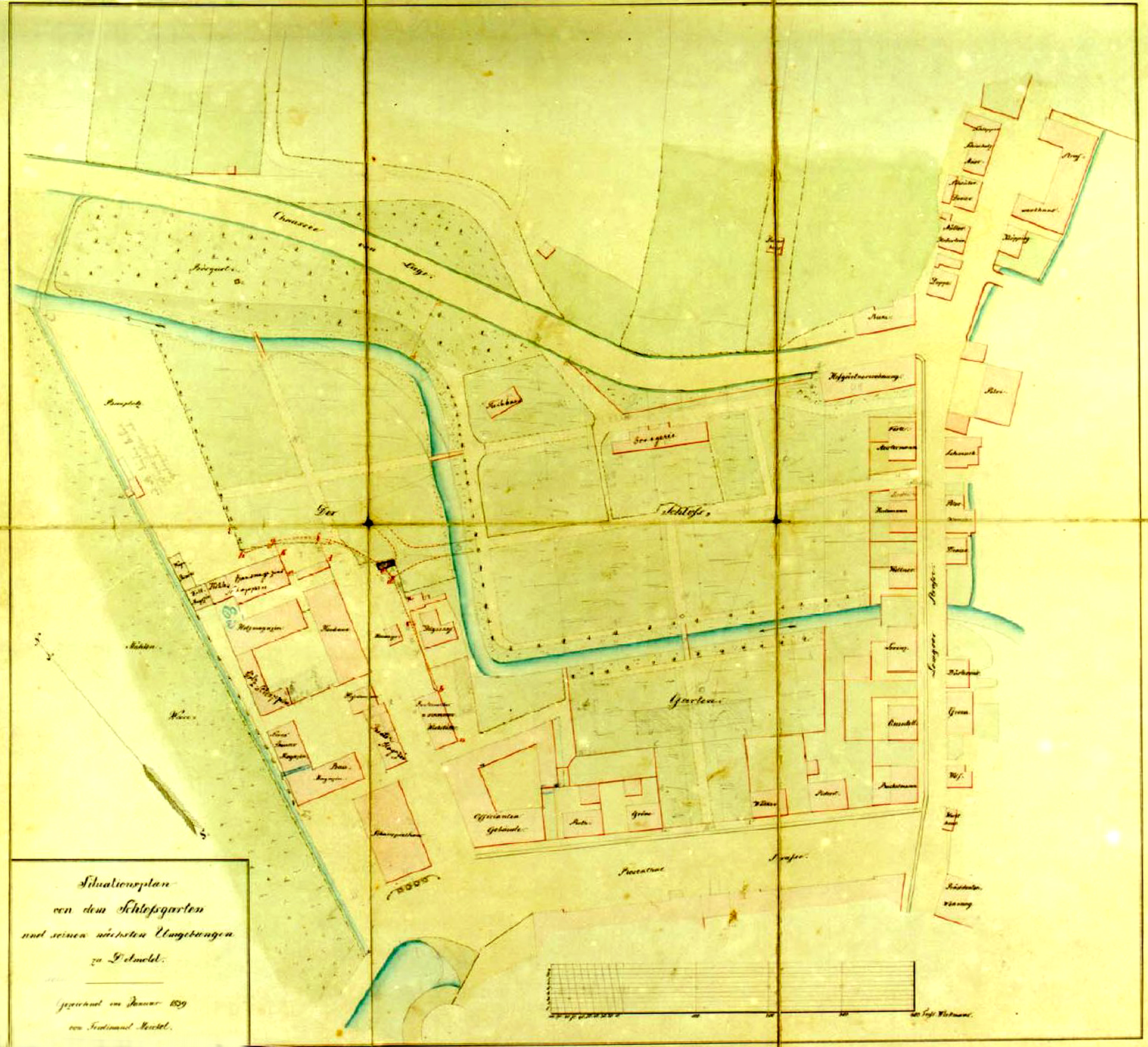
Lustgarten in Detmold um 1839.

Mit Lustgarten wird in Detmold das Gelände eines ehemaligen Parks aus dem 17. und 18. Jahrhundert bezeichnet, auf dem heute das größte Parkhaus der Stadt steht. Überregional bekannt wurde der Begriff durch die kontroverse Diskussion, an dieser Stelle ein Einkaufszentrum zu errichten, die schließlich zu einem Bürgerentscheid führte.

## Lage und Größe
Das Gebiet der ehemaligen Parkanlage erstreckte sich von der Grenze des Schlossplatzes im Süden bis etwa zur heutigen Behringstraße im Norden und von der Oberen Langen Straße im Osten bis zum Landestheater im Westen, befand sich damals also außerhalb der Stadtmauern. Der Lauf der Werre wurde umgeleitet und teilte den Lustgarten in zwei fast gleich große Teile. Die Gesamtgröße des französischen Gartens betrug etwa 2,2 Hektar.

## Geschichte

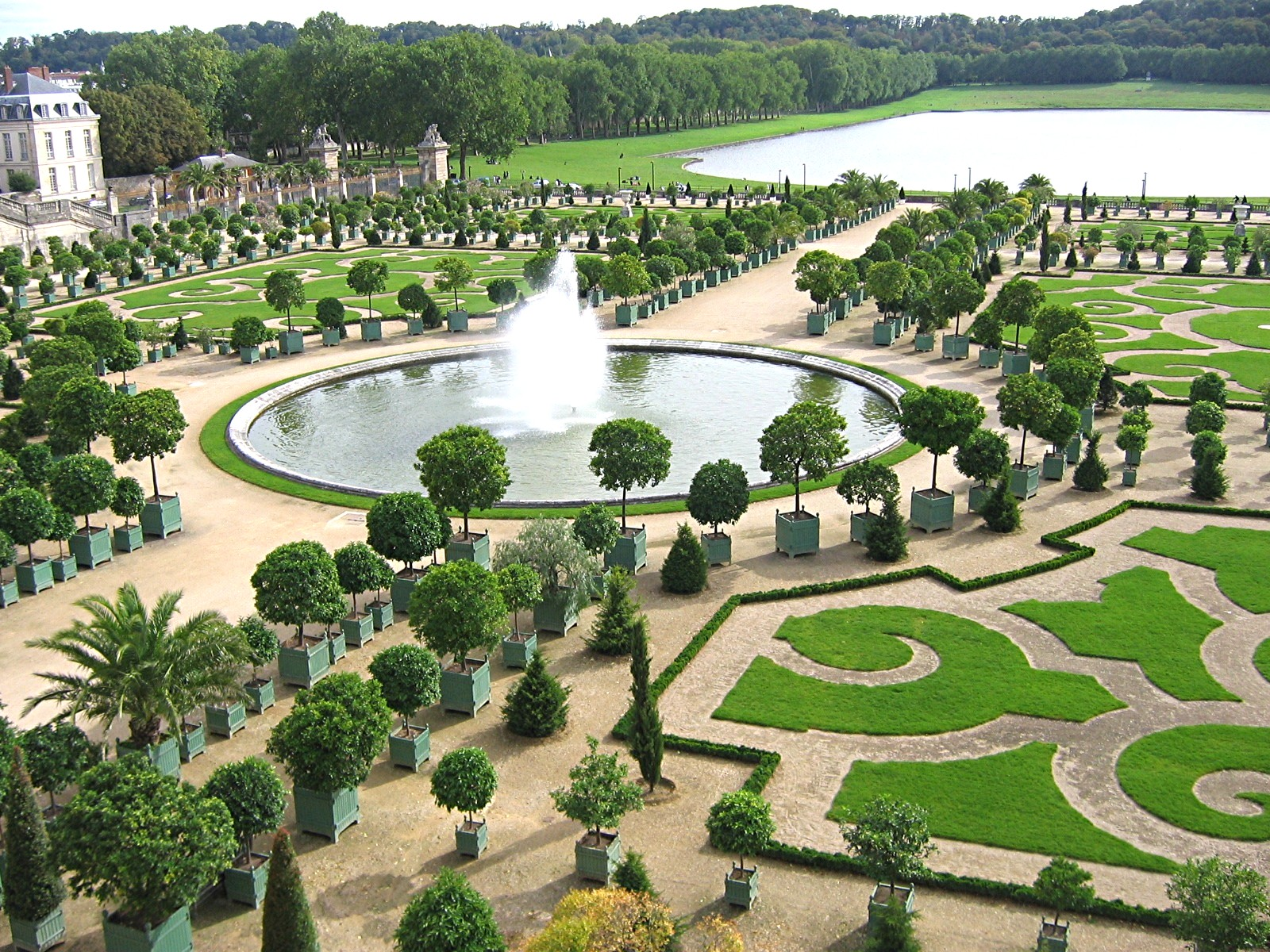
Orangerie von Schloss Versailles, entworfen von André Le Notre.

Nach Beendigung des Dreißigjährigen Krieges 1648 ließ Graf Hermann Adolf zur Lippe die erste Parkanlage errichten. Der rekonstruierte Detmolder Stadtplan aus dem Jahr 1660 zeigt den Garten außerhalb der Befestigungsanlagen des Schlosses an dessen Nordseite. Da keine Abbildungen der Anlage existieren, ist man auf Vermutungen angewiesen. Der Lustgarten in Hessen bei Wolfenbüttel ist um die gleiche Zeit angelegt worden und könnte dem Detmolder Garten entsprechen.
Die französischen Barockgärten zur Zeit Ludwig XIV., entworfen von seinem Gartenarchitekten André Le Nôtre, waren in Deutschland sehr in Mode gekommen. Typisch für den architektonischen Stil war die symmetrische Aufteilung in Rechtecke, Quadrate und Ovale und der Stadtplan Detmolds von 1770, der von F. Bette nach alten Plänen neu gezeichnet wurde, zeigt vermutlich ein realistisches Bild der Anlage. Durch ein von zwei Pfeilern begrenztes Tor, das 1936 abgerissen wurde, konnte die Gartenanlage von der Langen Straße (früher Lemgoer Straße) aus betreten werden.
Der Lauf der Werre wurde reguliert, so dass sie mitten durch die Anlage floss und am westlichen Ende rechtwinklig abbog. Nordwestlich schloss sich um 1770 am Ufer der Werre ein schmaler, in englischem Stil gestalteter Park an, der Bosquet genannt wurde, das Wäldchen oder auch Hain bedeutet. Zwei diagonale Alleen führten auf einen runden Platz mit dem Denkmal des Grafen Simon August. Dieses wurde später nach Friedrichstal versetzt und ist heute im Bad Meinberger Kurpark zu finden. Weitere jedoch nicht realisierte Pläne sahen vor, den Schlossplatz durch eine großzügig gestaltete breite Allee aus sechs Baumreihen mit dem englischen Garten zu verbinden. Außerdem sollte ein üppig gestalteter Garten das Schloss umgeben, für den man sogar den Burggraben zuschütten wollte. Graf Simon August erkannte, dass die Kosten seine Möglichkeiten überstiegen, und ließ den Plan nicht realisieren.
Zu Beginn des 19. Jahrhunderts verlor der Lustgarten zusehends an Bedeutung, als sich Detmold über seine Stadtmauern hinweg ausdehnte. Zunächst wurde der Faule Graben, das heutige Rosental, zugeschüttet und die den Schlossplatz umgebenden Gebäude errichtet. Um 1825 gab Fürst Leopold II., unterstützt von seiner Mutter Fürstin Pauline, Pläne für ein Hoftheater in Auftrag. Nach nur siebenmonatiger Bauzeit hob sich am 8. November 1825 erstmals der Vorhang des Hochfürstlich Lippischen Hoftheaters. Zwischen 1826 und 1831 wurden die Gebäude am Rosental auf dem Gelände des Lustgartens errichtet, eine Maßnahme, die den Park in der Breite erheblich reduzierte. Im Jahr 1852 entstand der Palaisgarten im Süden Detmolds und der schlossnahe Lustgarten wurde vernachlässigt. Zwischen 1893 und 1895 entstand die Eisenbahnlinie von Detmold nach Altenbeken, die den Lustgarten zerschnitt und damit dessen Ende besiegelte. Der übrig gebliebene Rest wurde noch bis zum Jahr 1965 von der fürstlichen Familie als Gemüsegarten genutzt und danach an die Stadt Detmold verkauft, die hier einen Parkplatz und später das Parkhaus Lustgarten errichtete.

## Einkaufszentrum Lustgarten
Anfang des 21. Jahrhunderts wurde vom Rat der Stadt Detmold eine komplette Umgestaltung des gesamten Gebiets beschlossen. Es sollte ein großes Einkaufszentrum errichtet werden, welches sich bis zur Kreuzung Rosental – Lange Straße erstreckt. In diesem Zuge wird auch die Werre umgeleitet. Das Einkaufszentrum sollte in Ergänzung der heutigen „Galerie Hornsches Tor“ anstelle des bereits bestehenden Parkhauses am Lustgarten errichtet werden.
Die Befürworter des Einkaufszentrums waren die Ratsfraktionen von CDU, SPD, FDP und FWG. Dagegen waren Die Grünen sowie die Regionalpartei Detmolder Alternative (DA).
Die Befürworter argumentierten in erster Linie damit, dass Detmold im Vergleich zu den nahegelegenen Einkaufsstädten Paderborn und Bielefeld an Konkurrenzfähigkeit gewinnt. Die Gegner sahen in dem Bau eine Umweltproblematik in der ohnehin verkehrsreichen Detmolder Innenstadt. Diese Uneinigkeit führte zu einem Bürgerentscheid.
Beim Bürgerentscheid am 11. Juni 2006 sprach sich die Mehrheit der Wähler gegen das Bauvorhaben aus. Da die Anzahl an Gegenstimmen jedoch nicht 20 % aller 60.000 Wahlberechtigten ausmachte, wurde der Bürgerentscheid für gescheitert erklärt. Wahlberechtigt war jeder Bürger, der das 16. Lebensjahr vollendet und einen ständigen Wohnsitz in Detmold hat.